# همه‌چیز را امتحان کن
«همه‌چیز را امتحان کن» (به انگلیسی: Try Everything) تک‌آهنگی از هنرمند اهل کلمبیا شکیرا، ضبط‌شده برای فیلم زوتوپیا است که در ۱۵ فوریه ۲۰۱۶ منتشر شد. سیا فارلر، تور هرمانسن، و میکل اریکسون نویسندگان آن هستند. «همه‌چیز را امتحان کن» در هفتهٔ نخست انتشار در جایگاه ۶۳ جدول ۱۰۰ آهنگ داغ بیلبورد قرار گرفت. تاکنون ۲ میلیون نسخه در سرتاسر جهان از آن به فروش رفته است.
این ترانه نامزد بهترین ترانهٔ نوشته‌شده برای رسانهٔ تصویری در ۵۹مین مراسم جایزه گرمی شد.